# 岡田恵珠
岡田 恵珠（おかだ けいしゅ、1929年12月16日 - 2016年9月18日）は、崇教真光の二代教え主、陽光文明研究所の初代総裁。日本会議代表委員を務めた。

## 経歴
1929年12月16日生まれ。1959年、岡田光玉の養女として入籍。
『天意の大転換』によると崇教真光初代教え主、岡田光玉の一番弟子として仕える。
岡田は1964年（昭和39年）に特別研修を受講し大導師の資格を得たとし、その前後には「ス直の行」「心の下座行」といった修行を命じられ、最後は10年間に及ぶ「仙洞の行」を行っていたとされる。
1972年（昭和47年）に仙洞の行が終了し、約2年後の1974年（昭和49年）6月13日、岡田光玉に重大神示が下り「ヨの御霊」を継承。その10日後岡田光玉は死去。その後の継承問題を経て1978年6月に崇教真光を設立。
岡田光玉に示された使命「ス座建立」及び火の洗礼の大峠を乗り越える「種人育成」に生涯を捧げた。

## 二代継承～
- 1974年（昭和49年）6月13日　岡田光玉に重大神示が下り、ヨの御霊を継承。
- 1984年（昭和59年）　重大神示に基づき「世界総本山」を高山に建立。
- 1985年（昭和60年）　「陽光文明研究所」設立[4]
- 1986年（昭和61年）　第1回陽光文明国際会議「人類の未来を創造する」
- 1988年（昭和63年）「宗教と癒し」に関する国際会議
- 1989年（平成元年）　第2回陽光文明国際会議「人間とは何か」
- 1992年（平成4年）　  岡田光玉の御霊を祀る「光神殿」を位山に建立。
- 1993年（平成5年）　 欧州第1回陽光文明国際会議「人類の責任－二十一世紀に向かって」
- 1994年（平成6年）　  高山市内に「光ミュージアム」を建設。
- 1999年（平成11年）　第3回陽光文明国際会議「生命と環境」
- 2002年（平成14年）　高山市久々野町に「真光青年会館」を建設。同年10月、岡田光央を教え主代理に任命。
- 2005年（平成17年）　第4回陽光文明国際会議「危機の時代における科学と宗教」
- 2008年（平成20年）　ラテンアメリカ　第1回陽光文明国際会議「生命と環境」

## 晩年
- 2009年（平成21年）　岡田光央が「ヨのみ役」を継承し三代教え主に就任。
- 2016年（平成28年）9月18日　老衰のため死去。

## 三段の構え
岡田光玉が受けた神の啓示によると、非公開とされる場所が揺れると地の上火の大浄めがおこり地の大ユスブリが始まるとされ三段の構えが終わっているとされる。
1994年（平成6年）11月3日、岡田は秋季大祭において「平成7年は、成り生り也って鳴り出ずる御代への突入、来るべき波と節を愛和団結して乗り越えねばならない、今後、千年に一度のことが次々とおきる」と教示。翌1995年（平成7年）1月17日に阪神・淡路大震災が発生・
どの様にしたら火の洗礼を乗り越えられるか『火の洗礼の大峠』に概要が示されている。